# Mana Mou
«Mana Mou» (Madre patria) es la canción que representó a Chipre en el Festival de la Canción de Eurovisión 1997.
La canción está interpretada en griego por Hara & Andreas Konstantinou. Es una especie de homenaje a Chipre y en ella se compara la belleza de la isla con la de Afrodita.
La canción salió a escena en primera posición de 25 y quedó en 5º lugar con 98 puntos.